# الدوري الإنجليزي لكرة القدم 1962–63
الدوري الإنجليزي لكرة القدم 1962–63 (بالإنجليزية: 1962–63 Football League)‏ هو موسم من دوري كرة القدم الإنجليزي. فاز فيه نادي إيفرتون.